# Ingmar Bergström
Lars Ingmar Valeson Bergström, född 6 september 1921 i Filipstad, död 25 april 2020 i Täby distrikt, var en svensk fysiker.
Bergström disputerade 1952 vid Kungliga Tekniska högskolan. Han var 1966-1987 föreståndare, tillika professor i fysik vid Forskningsinstitutet för atomfysik (sedermera Manne Siegbahninstitutet och Manne Siegbahnlaboratoriet). Laboratoriet var känt för sina kärnstrukturundersökningar med externa jonstrålar från cyklotroner, men är numera nedlagt. Ingmar Bergström blev 1975 ledamot av Vetenskapsakademien. Han var även gästprofessor vid CERN. Ingmar Bergström skrev flera läroböcker men också vetenskapshistoriska sådana. Bergström var sonson till bruksägaren Albert Bergström.